# Marija Grosdewa
Marija Grosdewa (bulgarisch Мария Гроздева, engl. Transkription Mariya Grozdeva; * 23. Juni 1972 in Sofia) ist eine bulgarische Sportschützin und zweifache Olympiasiegerin.

## Karriere
Ihre erste olympische Medaille gewann Marija Grosdewa 1992 bei den Olympischen Spielen in Barcelona, als sie mit der Luftpistole über 10 Meter Dritte wurde. Diesen Erfolg konnte sie vier Jahre später bei den Spielen in Atlanta wiederholen.
1995 und 1997 mit der Mannschaft sowie 1997, 1999 und 2003 im Einzel wurde Grosdewa mit der Sportpistole Europameisterin.
Bei den Olympischen Spielen von Sydney 2000 wurde Grosdewa ebenfalls mit der Sportpistole über 25 Meter erstmals Olympiasiegerin.
Schließlich gewann Grosdewa bei den Olympischen Spielen in Athen 2004 mit der Sportpistole auf der 25-m-Distanz mit 688,2 Punkten ihre zweite Goldmedaille. Mit der Luftpistole über 10 Meter errang sie die Bronzemedaille.
Während der Eröffnungsfeier der Olympischen Sommerspiele 2020 war sie gemeinsam mit dem Schwimmer Jossif Miladinow die Fahnenträgerin ihrer Nation.